# U.S. Route 64
La U.S. Route 64 (US 64) è un'autostrada degli Stati Uniti in direzione est-ovest lunga 3 326 miglia (5 353 km) da Nags Head, nella parte orientale della Carolina del Nord, a sud-ovest dei Four Corners, nel nord-est dell'Arizona. Il capolinea occidentale si trova sulla U.S. Route 160 a Teec Nos Pos, Arizona. Il capolinea orientale dell'autostrada è la NC 12 e la U.S. Route 158 a Whalebone Junction, Carolina del Nord.